# Звичайне шоу в кіно
«Звичайне шоу в кіно» (англ. Regular Show: The Movie) — американський анімаційний пригодницько-комедійний фільм, знятий Дж. Дж. Квінтелом за мотивами телесеріалу «Звичайне шоу». Світова прем'єра відбулась 14 серпня 2015 року на незалежному кінофестивалі у Лос-Анджелесі.

## Голосовий акторський склад
- Дж. Дж. Квінтел — Мордекай / Дай-П'ять Привид
- Вілльям Селіерс — Рігбі
- Сем Мерін — Бенсон / Попс / Качок
- Марк Гемілл — Скіпс
- Джейсон Манцукас — містер Росс
- Девід Кокнер — містер Дін, директор школи
- Мінті Льюїс — Айлін
- Роджер Крейг Сміт — Яблонскі / Френк Сміт / Ненажера

## Міжнародна трансляція
28 листопада 2015 року на телеканалі Cartoon Network фільм показали в Австралії та Новій Зеландії. 